# Davide Faraoni
Marco Davide Faraoni (Bracciano, 25 ottobre 1991) è un calciatore italiano, difensore o centrocampista svincolato.

## Caratteristiche tecniche
È un terzino destro, che sa svolgere allo stesso modo sia la fase difensiva che quella offensiva. Gioca spesso anche da terzino fluidificante, ruolo in cui riesce a esprimere al meglio le sue caratteristiche offensive.

## Carriera

### Club

#### Gli inizi
Figlio di un ex calciatore dilettante, tira i primi calci a un pallone tra le file della società calcistica A.S.D Bracciano, per poi trasferirsi in giovane età alla Lazio. Nel 2008, dopo che già nell'annata precedente era entrato nell'orbita della prima squadra, viene aggregato per il ritiro estivo dall'allora tecnico biancoceleste Delio Rossi. All'inizio della stagione 2009-2010 viene confermato in rosa dal nuovo allenatore Davide Ballardini, ma a settembre è vittima di un infortunio al legamento crociato anteriore del ginocchio sinistro, che ne pregiudica l'utilizzo nell'arco dell'annata.

#### Inter

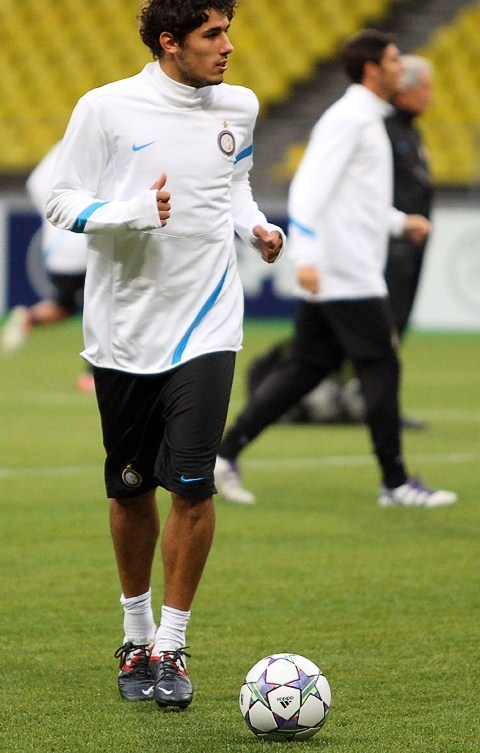
Faraoni nel 2011 con l'Inter.

Nell'estate 2010 si trasferisce a parametro zero all'Inter, ma un virus preso in vacanza in Egitto lo debilita e lo tiene lontano dai campi per tre mesi. Viene aggregato alla formazione Primavera del club con cui vince il Torneo di Viareggio.
Inserito in prima squadra per la stagione 2011-2012, esordisce il 6 agosto 2011 in occasione della Supercoppa italiana persa per 2-1 contro il Milan dove viene schierato nel ruolo di esterno sinistro di centrocampo. Esordisce in Serie A il successivo 19 novembre, durante la partita Inter-Cagliari (2-1), subentrando all'86' a Jonathan. Il 22 novembre successivo debutta nelle coppe europee, sostituendo Álvarez all'89' della gara Trabzonspor-Inter (1-1) valevole per la fase a gironi della Champions League. Il 3 dicembre disputa la sua prima gara da titolare nella partita Inter-Udinese (0-1), dove viene schierato come esterno destro. Il 7 gennaio 2012 subentra a Diego Milito durante la partita casalinga contro il Parma e dopo tre minuti dal suo ingresso, al 79', sigla il suo primo gol in Serie A con un tiro da fuori area, chiudendo la partita sul 5-0.

#### Udinese
Nell'estate 2012 si trasferisce all'Udinese nell'ambito dell'operazione che porta Samir Handanovič all'Inter; viene acquistato dalla società friulana in comproprietà. Debutta con la maglia dei friulani il 25 agosto contro la Fiorentina. Dopo 17 presenze complessive, il 19 giugno 2013 l'Udinese lo riscatta interamente dall'Inter.

#### Watford
Il 19 luglio 2013 viene ufficializzato il suo passaggio al Watford. Esordisce, con la maglia degli Hornets, il 3 agosto 2013 nella partita di Football League Championship, seconda divisione inglese, contro il Birmingham City, la partita viene vinta 1-0 grazie al gol di Troy Deeney mentre Faraoni gioca tutti i 90 minuti di gioco. Tre giorni più tardi esordisce anche nella Football League Cup, la coppa di lega calcistica inglese, giocando 53 minuti di gioco nella vittoria per 3-1 contro il Bristol Rovers. Il 17 agosto 2013 arriva il primo gol in Inghilterra, contro il Reading. Il 1º luglio 2014 fa ritorno in Italia, nuovamente per vestire la maglia dell'Udinese.

#### Ritorno a Udine e prestiti vari
Il 2 febbraio 2015, dopo aver passato metà della stagione calcistica 2014-2015 in panchina e in tribuna, passa, in prestito, al Perugia, militante in Serie B. Il 7 febbraio successivo fa il suo esordio con la maglia dei grifoni; in occasione della sconfitta esterna, per 3-1, contro il Vicenza. Il 3 marzo 2015 mette a segno la sua prima rete con la maglia dei Grifoni; in occasione della sconfitta esterna, per 2-1, contro il Frosinone. A fine stagione dopo aver totalizzato 15 presenze con la maglia del Perugia fa ritorno a Udine.
Il 31 agosto 2015 viene ceduto, a titolo temporaneo, al Novara. L'esordio arriva il 6 settembre successivo in occasione del pareggio interno, per 1-1, contro il Latina. A fine stagione totalizza 36 presenze.
Il 27 novembre 2016 torna a vestire la maglia dell'Udinese in occasione della trasferta persa, per 2-1, contro il Cagliari. Per via di una contusione al ginocchio conclude la stagione con 5 presenze.

#### Crotone

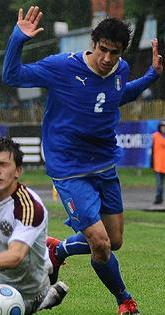
Faraoni con l'Under-19 italiana nel 2010.

Il 9 luglio 2017, dopo aver rescisso il contratto che lo legava ai friulani, firma con il Crotone. L'esordio arriva il 12 agosto successivo in occasione del terzo turno di Coppa Italia vinto, per 2-1, contro il Piacenza. Il 20 agosto invece arriva la prima partita in Serie A con la maglia degli squali in occasione della sconfitta interna, per 0-3, contro il Milan. Il 4 aprile 2018 mette a segno la sua prima rete con la maglia rossoblù in occasione della trasferta persa, per 4-1, contro il Torino. Successivamente va a segno anche nel successo esterno per 2-1 contro l'Udinese, sua ex squadra. Chiude la stagione con 30 presenze e 2 reti non aiutando però la squadra a raggiungere la salvezza dalla retrocessione in Serie B.

#### Verona
Dopo aver disputato 15 partite condite da un gol nella prima parte della stagione successiva nella serie cadetta, il 14 gennaio 2019 viene ceduto in prestito con obbligo di riscatto al Verona. Debutta il successivo 20 gennaio in occasione della trasferta in casa del Padova, persa per 3-0. Segna i primi gol con i veneti il 2 aprile, quando realizza una doppietta alla capolista Brescia, nell'incontro casalingo concluso sul 2-2. A fine anno gli scaligeri ottengono la promozione in Serie A, dove il 29 settembre trova la sua prima marcatura con i veneti in massima serie, siglando il gol del pareggio in casa del Cagliari (1-1). Termina la stagione con 5 reti segnate, andando in rete contro avversari prestigiosi come Roma, Milan e Fiorentina.
Titolare anche l'anno successivo, il 23 maggio 2021 segna il gol del pareggio contro il Napoli (gara poi terminata 1-1), risultato che garantisce l'accesso in Champions League alla Juventus proprio a scapito della squadra campana.

#### Fiorentina
Il 13 gennaio 2024, Faraoni viene ceduto in prestito con diritto di riscatto alla Fiorentina, sempre in Serie A. Il giorno successivo, debutta in maglia viola, subentrando a Michael Kayode all'inizio del secondo tempo della partita contro l'Udinese, la prima del girone di ritorno di campionato, terminata 2-2; nell'occasione, fornisce a Lucas Beltran l'assist per il gol del temporaneo 1-1. Lascia ufficialmente la Fiorentina al termine della stagione 2023-2024, in seguito al mancato esercizio dell'opzione di riscatto del suo cartellino.

### Nazionale
Ha vestito la maglia di tutte le nazionali giovanili, dall'Under-16 all'Under-21.
Ha esordito con la nazionale Under-21 italiana il 17 novembre 2010, nella partita amichevole Italia-Turchia (2-1) disputata a Fermo.

## Statistiche

### Presenze e reti nei club
Statistiche aggiornate al 15 marzo 2025.
| Stagione        | Squadra         | Campionato      | Campionato | Campionato | Coppe nazionali | Coppe nazionali | Coppe nazionali | Coppe continentali | Coppe continentali | Coppe continentali | Altre coppe | Altre coppe | Altre coppe | Totale | Totale |
| Stagione        | Squadra         | Comp            | Pres       | Reti       | Comp            | Pres            | Reti            | Comp               | Pres               | Reti               | Comp        | Pres        | Reti        | Pres   | Reti   |
| --------------- | --------------- | --------------- | ---------- | ---------- | --------------- | --------------- | --------------- | ------------------ | ------------------ | ------------------ | ----------- | ----------- | ----------- | ------ | ------ |
| 2011-2012       | Inter           | A               | 14         | 1          | CI              | 1               | 0               | UCL                | 2                  | 0                  | SI          | 1           | 0           | 18     | 1      |
| 2012-2013       | Udinese         | A               | 11         | 0          | CI              | 0               | 0               | UCL+UEL            | 0+6                | 0                  | -           | -           | -           | 17     | 0      |
| 2013-2014       | Watford         | FLC             | 38         | 2          | FACup+CdL       | 2+3             | 1+1             | -                  | -                  | -                  | -           | -           | -           | 43     | 4      |
| 2014-gen. 2015  | Udinese         | A               | 0          | 0          | CI              | 0               | 0               | -                  | -                  | -                  | -           | -           | -           | 0      | 0      |
| gen.-giu. 2015  | Perugia         | B               | 15         | 1          | CI              | 0               | 0               | -                  | -                  | -                  | -           | -           | -           | 15     | 1      |
| 2015-2016       | Novara          | B               | 36         | 0          | CI              | 0               | 0               | -                  | -                  | -                  | -           | -           | -           | 36     | 0      |
| 2016-2017       | Udinese         | A               | 5          | 0          | CI              | 0               | 0               | -                  | -                  | -                  | -           | -           | -           | 5      | 0      |
| Totale Udinese  | Totale Udinese  | Totale Udinese  | 16         | 0          |                 | 0               | 0               |                    | 6                  | 0                  |             | -           | -           | 22     | 0      |
| 2017-2018       | Crotone         | A               | 28         | 2          | CI              | 2               | 0               | -                  | -                  | -                  | -           | -           | -           | 30     | 2      |
| 2018-gen. 2019  | Crotone         | B               | 15         | 1          | CI              | 2               | 0               | -                  | -                  | -                  | -           | -           | -           | 17     | 1      |
| Totale Crotone  | Totale Crotone  | Totale Crotone  | 43         | 3          |                 | 4               | 0               |                    | -                  | -                  |             | -           | -           | 47     | 3      |
| gen.-giu. 2019  | Verona          | B               | 17+5       | 3          | CI              | 0               | 0               | -                  | -                  | -                  | -           | -           | -           | 22     | 3      |
| 2019-2020       | Verona          | A               | 36         | 5          | CI              | 1               | 0               | -                  | -                  | -                  | -           | -           | -           | 37     | 5      |
| 2020-2021       | Verona          | A               | 34         | 4          | CI              | 2               | 0               | -                  | -                  | -                  | -           | -           | -           | 36     | 4      |
| 2021-2022       | Verona          | A               | 31         | 4          | CI              | 0               | 0               | -                  | -                  | -                  | -           | -           | -           | 31     | 4      |
| 2022-2023       | Verona          | A               | 24+1       | 3+1        | CI              | 1               | 0               | -                  | -                  | -                  | -           | -           | -           | 26     | 4      |
| 2023-gen. 2024  | Verona          | A               | 11         | 0          | CI              | 1               | 0               | -                  | -                  | -                  | -           | -           | -           | 12     | 0      |
| gen.-giu. 2024  | Fiorentina      | A               | 8          | 0          | CI              | 0               | 0               | UECL               | 2                  | 0                  | SI          | 1           | 0           | 11     | 0      |
| 2024-2025       | Verona          | A               | 8          | 0          | CI              | 0               | 0               | -                  | -                  | -                  | -           | -           | -           | 8      | 0      |
| Totale Verona   | Totale Verona   | Totale Verona   | 161+6      | 19+1       |                 | 5               | 0               |                    | -                  | -                  |             | -           | -           | 172    | 20     |
| Totale carriera | Totale carriera | Totale carriera | 337        | 27         |                 | 15              | 2               |                    | 10                 | 0                  |             | 2           | 0           | 363    | 29     |

### Cronologia presenze e reti in nazionale
| Cronologia completa delle presenze e delle reti in nazionale ― Italia under 21 | Cronologia completa delle presenze e delle reti in nazionale ― Italia under 21 | Cronologia completa delle presenze e delle reti in nazionale ― Italia under 21 | Cronologia completa delle presenze e delle reti in nazionale ― Italia under 21 | Cronologia completa delle presenze e delle reti in nazionale ― Italia under 21 | Cronologia completa delle presenze e delle reti in nazionale ― Italia under 21 | Cronologia completa delle presenze e delle reti in nazionale ― Italia under 21 | Cronologia completa delle presenze e delle reti in nazionale ― Italia under 21 |
| Data                                                                           | Città                                                                          | In casa                                                                        | Risultato                                                                      | Ospiti                                                                         | Competizione                                                                   | Reti                                                                           | Note                                                                           |
| ------------------------------------------------------------------------------ | ------------------------------------------------------------------------------ | ------------------------------------------------------------------------------ | ------------------------------------------------------------------------------ | ------------------------------------------------------------------------------ | ------------------------------------------------------------------------------ | ------------------------------------------------------------------------------ | ------------------------------------------------------------------------------ |
| 17-11-2010                                                                     | Fermo                                                                          | Italia under 21                                                                | 2 – 1                                                                          | Turchia under 21                                                               | Amichevole                                                                     | -                                                                              | 74’                                                                            |
| 24-3-2011                                                                      | Reggio Emilia                                                                  | Italia under 21                                                                | 3 – 1                                                                          | Svezia under 21                                                                | Amichevole                                                                     | -                                                                              | 64’                                                                            |
| 29-3-2011                                                                      | Kassel                                                                         | Germania under 21                                                              | 2 – 2                                                                          | Italia under 21                                                                | Amichevole                                                                     | -                                                                              | 75’                                                                            |
| 13-4-2011                                                                      | Padova                                                                         | Italia under 21                                                                | 2 – 0                                                                          | Russia under 21                                                                | Amichevole                                                                     | -                                                                              | 82’                                                                            |
| 15-11-2011                                                                     | Casarano                                                                       | Italia under 21                                                                | 2 – 0                                                                          | Ungheria under 21                                                              | Qual. Europeo Under-21 2013                                                    | -                                                                              | 62’                                                                            |
| 28-2-2012                                                                      | Cannes                                                                         | Francia under 21                                                               | 1 – 1                                                                          | Italia under 21                                                                | Amichevole                                                                     | -                                                                              | 79’                                                                            |
| 10-9-2012                                                                      | Casarano                                                                       | Italia under 21                                                                | 2 – 4                                                                          | Irlanda under 21                                                               | Qual. Europeo Under-21 2013                                                    | -                                                                              |                                                                                |
| Totale                                                                         |                                                                                | Presenze                                                                       | 7                                                                              |                                                                                | Reti                                                                           | 0                                                                              |                                                                                |

## Palmarès

### Club

#### Competizioni giovanili
- Torneo di Viareggio: 1

Inter: 2011
- Campionato Primavera: 1

Inter: 2011-2012